# Damien Luce
 (mai 2025).
Damien Luce, né le 16 août 1978 à Paris, est un pianiste, compositeur, romancier, auteur de théâtre et comédien français.

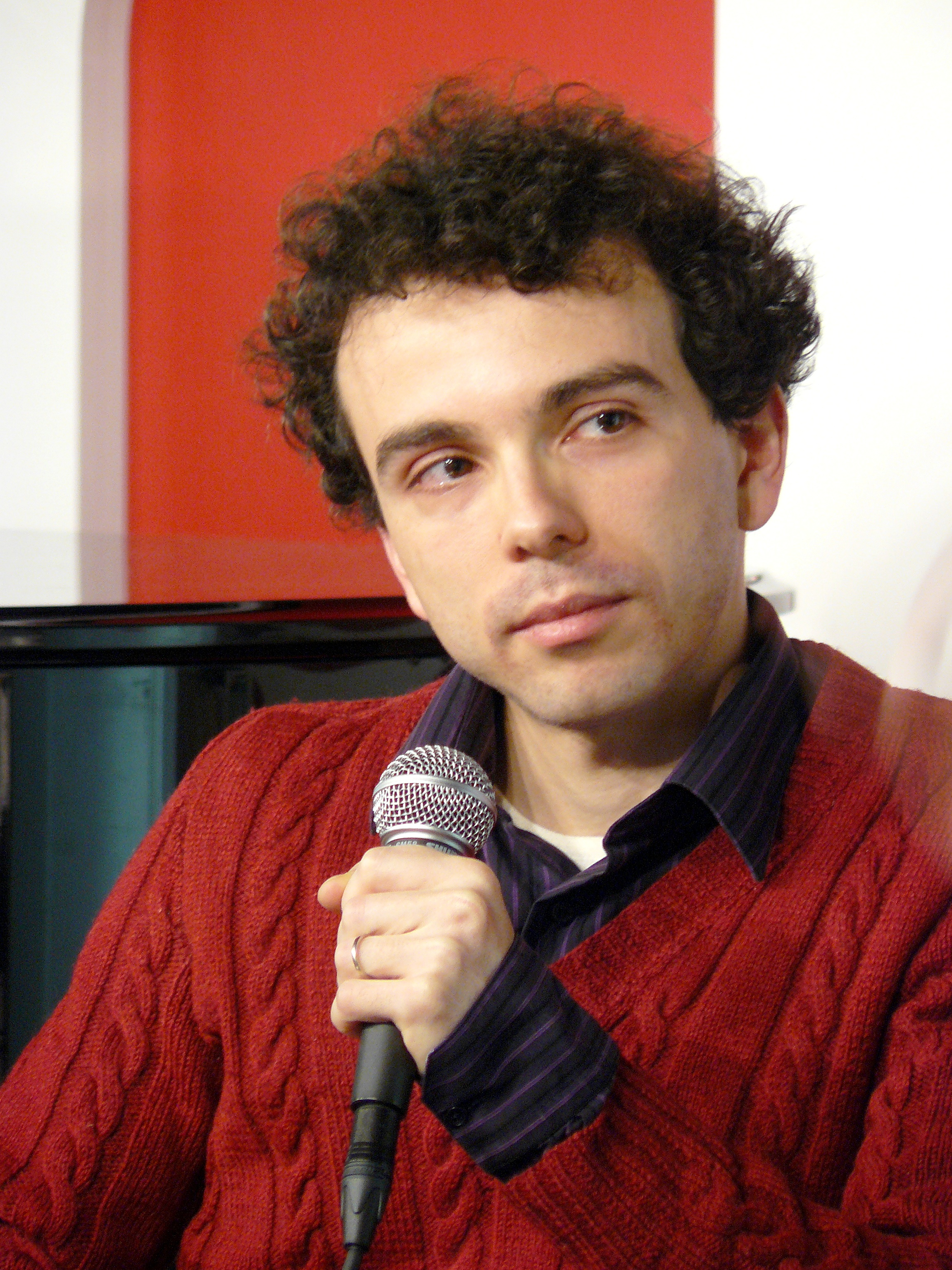
Damien Luce, 2010.

## Biographie
Il commence sa formation musicale en participant avec son frère Renan et sa sœur Claire à une chorale (à Plourin-lès-Morlaix), puis commence l'étude du piano classique, avec son frère Renan, lors de cours particuliers.
Damien Luce joue des compositeurs méconnus Séverac, Liadov, Kirchner, Mompou mais aussi Schumann, Mozart ou Chopin. Il est également compositeur, particulièrement de musique pour piano et de mélodies. Son premier disque, Histoire de Babar - Impressions d'enfance, sort également en janvier 2010 chez Accord (Universal Classics), conjointement à son premier roman, Le Chambrioleur (éditions Héloïse d'Ormesson). Damien Luce est vite salué pour sa sensibilité et son élégance vespérale. En 2011, il fonde la Compagnie Parpadou. Il signe cette même année deux nouveaux enregistrements, l’un présentant des œuvres de Mozart et Haydn, l’autre les Sonates pour violon et piano de Jean-Sébastien Bach (avec Gaétan Biron). Son second roman, Cyrano de Boudou (éditions Héloïse d’Ormesson), est jumelé avec un spectacle : Cyrano de Bergerac, que Damien Luce met en scène à la manière clownesque, tout en interprétant le rôle-titre. Le spectacle est créé au théâtre de Nesle, avant d’obtenir un beau succès au festival Off d’Avignon 2012. Il sera ensuite à l’affiche du théâtre de Ménilmontant, puis du théâtre des Variétés, où il atteint sa centième représentation. Alternant concerts, spectacles et écriture de façon humble et harmonieuse, Damien Luce ne se veut affublé d’aucune étiquette. Sa formation musicale le conduit du CNR de Paris à la Juilliard School de New-York, le familiarisant avec l’harmonie, le contrepoint, l’orchestration, le déchiffrage, l’Histoire de la musique, la musique de chambre, la direction d’orchestre. Côté Théâtre, Damien Luce se forme à la fois en France (Studio Alain de Bock) et aux États-Unis (Academy of Dramatic Arts, Michael Howard Studio). Au cours de ses études, il s’aguerrit à l’improvisation, au clown, au jeu devant caméra, au chant, à la danse, à la technique de Sanford Meisner, au théâtre physique, au mime, à la diction, et aborde des auteurs divers tels que Racine, Claudel, Anouilh, Ribes, Marivaux, Romains, Albee, Miller...
De nombreux artistes marquent le parcours de Damien Luce, comme Billy Eidi, Guy Sacre, Claude Helffer, Dominique Merlet, Herbert Stessin, Murray Perahia, Pascal Devoyon, Jacqueline Dussol, Rita Sloan, Laurent Petitgirard, Alain Louvier, Fay Simpson, Fabrice Salé, Alain de Bock, Katherine Gabelle, Steven Ditmyer, Angela Pietropinto, David Wells…
En 2007, Damien Luce est l'auteur, interprète et metteur en scène d'une pièce, Presque trop sérieux, au Théâtre de Nesle et au Sudden Théâtre (Paris). En 2009, il participe au spectacle La Fontaine ou les animaux pestiférés, dont il compose aussi la musique, au Théâtre de Nesle, dans une mise en scène d'Alain de Bock.
En 2014, il est à l'affiche d'un spectacle consacré à Claude Debussy, Monsieur Debussy, dans lequel il incarne le compositeur. Cette même année voit la publication de son troisième roman, La Fille de Debussy (éditions Héloïse d'Ormesson), journal intime imaginaire de Chouchou Debussy, la fille de Claude Debussy. Il crée également à Buenos Aires un spectacle musical intitulé Dessine-moi une musique, qui propose un récital de musique classique pour les enfants, avec des illustrations de Federico Mozzi.
En 2015, avec son frère Renan Luce, il se produit en spectacle intitulé Bobines, spectacle musical et auto-biographique.
En 2018, il remporte le prix Folire pour son livre « Claire de plume » aux éditions Héloïse d’ormesson. Le prix lui est remis par Cali au Centre Hospitalier de Thuir.

## Discographie
- La Fontaine, pour deux harpes.
- Johann-Sebastian Bach, sonates pour violon et piano (duo avec Gaétan Biron).
- Mozart & Haydn, piano.
- Histoire de Babar, piano (trio avec Gaétan Biron et Renan Luce).
- Hidden Marvels Of Piano Music, piano.

## Spectacles
- Presque trop sérieux (2008).
- La Fontaine ou les animaux pestiférés (2010).
- Cyrano de Bergerac (2012)[1].
- Monsieur Debussy (2014)
- Touches Impressionnistes (2014) (de et avec Martial Leroux).
- Bobines (2016) (avec Renan Luce).
- Dessine-moi une musique (avec l'illustrateur Federico Mozzi)
- La Promesse du Papillon (2019) (Mise en scène : François Rollin)
- L'Enfant et les Sortilèges (2020) (Mise en scène : Damien Luce assisté de Namiko Gahier-Ogawa. Avec Elsa Godard)